# Bolesława Zdanowska
Bolesława Zdanowska (ur. 5 lutego 1908 w Warszawie zm. w 22 marca 1982 w Gdyni) – polska artystka fotograf. Członkini: Fotoklubu Wileńskiego, Fotoklubu Polskiego, Gdańskiego Towarzystwa Fotograficznego, Związku Polskich Artystów Fotografików (od 1949). Była portrecistką fotografii piktorialnej, eksperymentującej z kompozycją i światłem. 

## Życiorys
Bolesława Zdanowska z domu Tallat–Kelpszaite urodziła się w Warszawie. Jej rodzice prowadzili zakład fotograficzny w Lipawie. W latach 1914–1918 wraz z rodzicami mieszkała w Moskwie, gdzie w 1915 roku rozpoczęła naukę w szkole podstawowej. W latach 1918–1924 w Lipawie ukończyła szkołę podstawową i Państwowe Gimnazjum Rosyjskie. W 1924 roku zamieszkała (wraz z rodziną) w Kownie. W 1928 roku została studentką Zakładu Fotografii Artystycznej (Wydział Sztuk Pięknych Uniwersytetu Wileńskiego (u prof. Jana Bułhaka). W 1930 roku została żoną fotografa Edmunda Zdanowskiego, z którym od 1934 roku prowadziła zakład fotograficzny w Wilnie. Pokłosiem funkcjonowania zakładu było (m.in.) 439 (przedwojennych) szklanych klisz przekazanych (współczesnemu) Litewskiemu Muzeum Malarstwa. Zakres utrwalonych obiektów i miejsc Wilna na fotografiach Zdanowskich jest bardzo szeroki (ogólne miejskie krajobrazy, ulice, targi, dzieła architektury). Sporą liczbę kolekcji stanowią zdjęcia wileńskich kościołów (ich fasad, wnętrz, detali architektonicznych). Fotograficy wiele obiektów pokazali z różnych stron.
W 1937 roku Zdanowska została członkinią Fotoklubu Polskiego. Od 1941 roku pracowała w pracowni fotograficznej w Wileńskim Domu Pionierów. Po aresztowaniu męża i późniejszym wcieleniu go do armii sama prowadziła zakład fotograficzny, do momentu jego spalenia w 1944 roku.
W 1945 roku zamieszkała w Gdyni, gdzie pracowała (do 1970 roku) w Liceum Sztuk Plastycznych TUR w Gdyni-Orłowie w Dziale Fotografii Artystycznej. W 1947 roku została członkinią Gdańskiego Towarzystwa Fotograficznego oraz członkiem honorowym. W 1949 roku została przyjęta w poczet członków Związku Polskich Artystów Fotografików. Była autorką i współautorką wielu wystaw fotograficznych, indywidualnych i zbiorowych, krajowych i międzynarodowych. Wspólnie z mężem prezentowali swoje fotografie na licznych wystawach indywidualnych (m.in.) w Gdańsku, Sopocie, Gdyni, Kołobrzegu. Fotografie Bolesławy Zdanowskiej znajdują się w zbiorach Litewskiego Muzeum Malarstwa, Muzeum Narodowego w Warszawie, Muzeum Narodowego w Gdańsku, Muzeum Narodowego im. M.K. Čiurlionisa w Kownie, Muzeum Miasta Gdyni.
Zmarła 22 marca 1982 roku, pochowana na cmentarzu komunalnym przy ul. Spokojnej w Gdyni (sektor 23-7-47).
W 2009 roku przedwojenne fotografie Bolesławy i Edmunda Zdanowskich (przekazane Litewskiemu Muzeum Malarstwa) zaprezentowano po raz pierwszy w Wileńskiej Galerii Obrazów, na wystawie pod tytułem: „Wileńskie elegie”.

## Odznaczenia i nagrody
- Złoty Krzyż Zasługi
- Nagroda Artystyczna Miasta Gdyni za całokształt działalności w dziedzinie fotografii artystycznej (1961)
- Nagroda za zdjęcia w V Salonie Fotografiki Polski Północnej w Gdańsku (1970)

Źródło.

## Upamiętnienie
W 2019 roku Andrzej Ciecierski zrealizował film dokumentalny pt. Fotografowie, którego bohaterami są Bolesława i Edmund Zdanowscy.